# 撒巴蘭火山

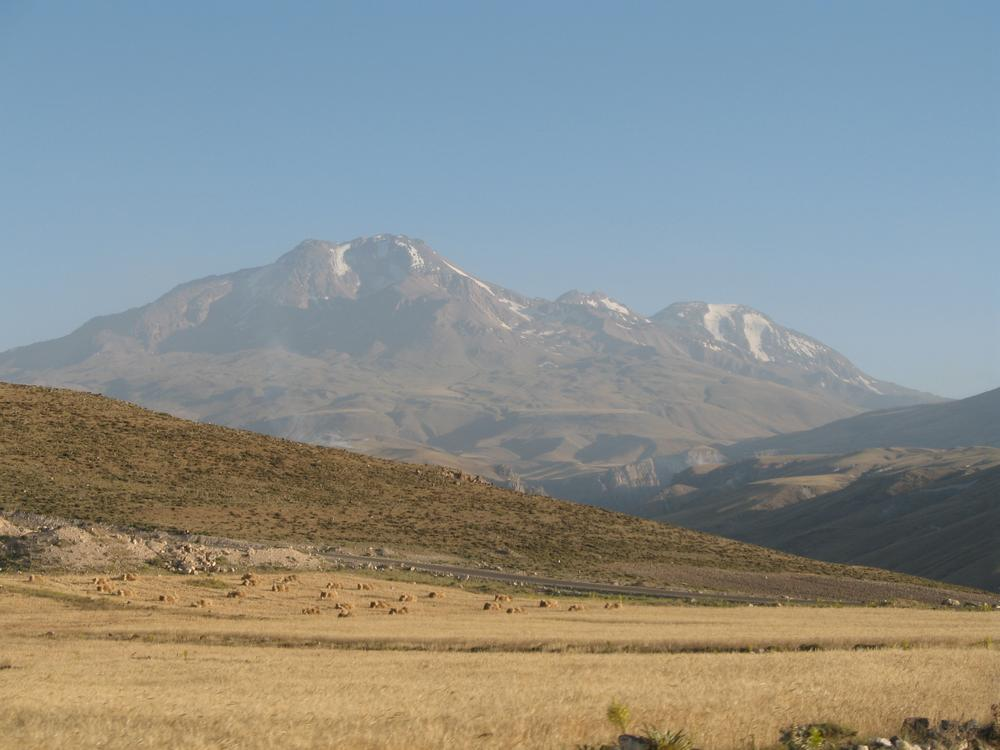

撒巴蘭火山是伊朗的火山，位於該國西北部阿爾達比勒省，屬於伊朗高原的一部分，山體主要由安山岩形成，海拔高度4,811米，最近一次火山噴發在全新世發生。

## 外部連結
- Story of a climb to Mount Sabalan
- Hamed Tohidi's Blog about Mt. Savalan （页面存档备份，存于）